# 弗耐·瓦旦
弗耐·瓦旦（1958年—），漢名林為道，泰雅文化藝術家、導演、紀錄片工作者、天主教傳教師

## 生平
出生於台灣苗栗，石加路群泰雅族人，空軍機械學校畢業，1995年軍職退伍。
身為泰雅族石加路群後裔，有感於長期離開族群生活，弗耐．瓦旦決定重新回部落學習傳統文化，投入泰雅文化復振，與比令·亞布(Pilin Yapu)、尤瑪·達陸(Yuma Taru)共同成立「泰雅北勢群文化工作室」，從事部落文史調查及織布技藝傳承。
也於此時期參與行政院文建會委託全景文化基金會辦理的地方記錄攝影工作者訓練計畫，展開以泰雅族文化為主的紀錄片創作歷程。
1997年在文建會委託全景辦理的地方記錄攝影工作者訓練計畫下結訓，自此開始記錄所接觸的人、事、物，也開始拍攝屬於部落文化的紀錄片，投注心力致力於於泰雅族文化調查研究及出版、傳統建築及紀錄片的拍攝製作。
1997年作品《石壁部落的衣服》獲台北電影獎非商業類佳作
1998年行政院新聞局第21屆金穗獎最佳紀錄片及行政院文建會地方優良紀錄片優等。
1999年作品《外婆的苧麻》中記錄一位傳統染織工藝研究者尤瑪．達陸（Yuma Taru）學習傳統編織的經歷。尤瑪．達陸向外婆吉娃斯．達陸學習苧麻從栽植到製成紗線的過程，這個過程雖然繁瑣，但在層層的工序中卻能發現泰雅族祖先對風土的理解與感受，反映於傳統生活的智慧。
2001年和妻子尤瑪．達陸成立野桐工坊，成立的宗旨便是以保留傳統為主，將屬於泰雅文化的織布知識繼續傳承給下一代。對泰安染織文化的保存與創新，貢獻卓著。
2016年弗耐·瓦旦的妻子尤瑪·達陸榮獲文化部文化資產局公告指定為「人間國寶」殊榮，委由丈夫弗耐‧瓦旦出席，由苗栗縣長徐耀昌接見表揚頒贈獎牌
2003年《祖先的小米》紀錄片擔任導演，該片入選參加2005年第三屆台灣國際民族誌影展。

## 代表作
- 《石壁部落的衣服》（1998，34分鐘）
- 《外婆的苧麻》（1999，37分鐘）
- 《祖先的小米》（2003，23分鐘）

## 榮譽
- 台北電影獎非商業類佳作
- 行政院新聞局第21屆金穗獎最佳紀錄片
- 行政院文建會地方優良紀錄片優等。